# Q (雑誌)
Q（キュー）は、イギリスの月刊音楽雑誌である。1986年Mark EllenとDavid Hepworthによって創刊され、ドイツのBauer Verlagsgruppe社が刊行し、2020年のQ415が最終号であった。日本ではQ誌と呼ばれることが多い。

## 概要
1986年にイギリスで創刊されて一般的な音楽雑誌として親しまれた。内容は主に音楽レビュー、ニュース、インタビュー、ライブレポートなどである。レビューに力を入れて新譜、再発盤、コンピレーション、映画、ライブなど多岐にわたるレビューセクションがあり、五つ星を付けるスター格付制度を使用している。Qの星の数とレビューは、CDジャケットにシールで貼られたり広告に引用されるなど、影響力がある。
2008年6月からQ Radioというラジオを展開するなど、近年は他の音楽メディア同様にウェブサイトに重点を置いた。
日本国内では、外資系CDショップのタワーレコードとHMVや輸入雑誌を扱う紀伊国屋などが販売して洋楽を好む層に支持された。記事内容はややロック寄りであったが、旬なポップス系のアーティストや時事話題も積極的に取り上げ、しだいに他国の音楽雑誌には無いイギリス発のオールラウンドな内容な音楽雑誌として人気を博した。
インターネットの普及により一般人の評価が容易に拡散されるとともに、COVID-19の蔓延が影響して売上部数と広告収入が低下し、最終号のQ415を2020年7月末に9月号として発売した。